# Insignificance
Insignificance is een Britse film uit 1985 van Nicolas Roeg met in de hoofdrollen Theresa Russell, Michael Emil en Tony Curtis.
De film is gebaseerd op het gelijknamige toneelstuk van Tony Johnson uit 1982 over vier personen die elkaar ontmoeten in een hotelkamer in New York in 1953. Hoewel ze niet bij naam worden genoemd gaat het om Marilyn Monroe, Albert Einstein. Joe DiMaggio en senator Joseph McCarthy.
Insignificance was bij de première in de bioscopen geen groot commercieel succes, terwijl ook de kritiek verdeeld was. De film greep in Cannes naast de Gouden Palm waarvoor het was genomineerd. Pas later kreeg Insignificance een cultstatus en tegenwoordig wordt het gezien als een klassieker.

## Verhaal
Een professor komt naar New York om een lezing te geven over de relativiteitstheorie. Het is een broeierige avond en de professor gaat na de lezing naar zijn hotelkamer om zich op te frissen. Niet lang daarna komt een mooie actrice in een flinterdunne witte jurk binnen. Beiden praten over de theorie van de professor en de actrice blijkt slimmer te zijn dan de professor aanvankelijk dacht. Met behulp van in de hotelkamer aanwezig speelgoed legt ze uit hoe volgens haar de relativiteitstheorie werkt. Enthousiast gaat de professor verder over de tijd en de ruimte, terwijl de actrice praat over haar onvermogen om kinderen te krijgen. Vervolgens gaan de professor en de actrice met elkaar naar bed. De situatie raakt gecompliceerd als de honkbalspeler, de jaloerse ex-man van de actrice, binnenkomt. De honkbalspeler is totaal ongeletterd en kan alleen in verbittering een kalender met afbeeldingen van zijn ex-vrouw verscheuren. Als ook de senator de hotelkamer binnenkomt ontstaat een merkwaardige samenkomst van personen die ogenschijnlijk niets met elkaar te maken hebben. De senator is een verwoed communistenjager en verdenkt de professor van 'rode sympathieën'. In de discussie die ze hebben zegt de senator dat het onzin is dat de Russen zoveel miljoen mensen hebben verloren in de Tweede Wereldoorlog. Als de professor en de actrice weer alleen zijn, escaleert de situatie als de professor zijn documenten met zijn theorie uit het raam gooit. Op dat moment explodeert de atoombom en de actrice wordt het raam uit geslingerd, haar witte jurk overdekt met bloedspatten. Alles vliegt in brand en op dat moment draait de film terug en wordt de orde hersteld. De actrice pakt haar spulletjes bij elkaar, groet de professor en verlaat de hotelkamer.

## Rolverdeling

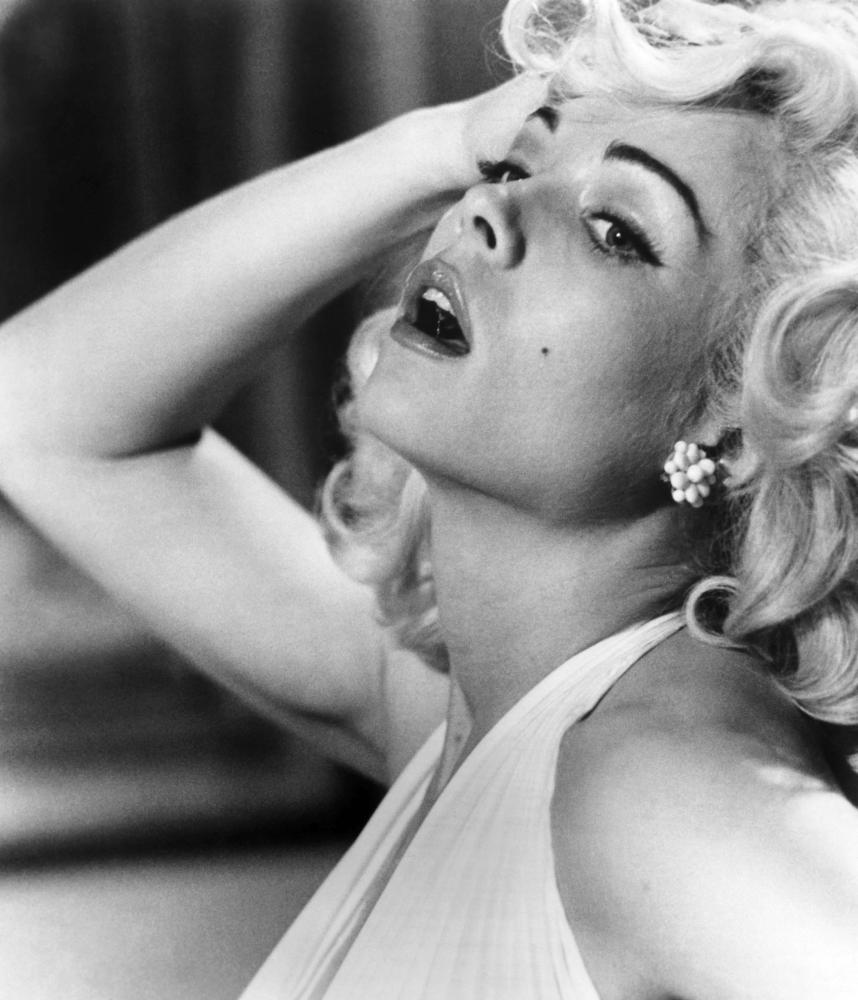
Theresa Russell in Insignificance

| Acteur          | Personage        |
| --------------- | ---------------- |
| Theresa Russell | de actrice       |
| Michael Emil    | de professor     |
| Tony Curtis     | de senator       |
| Gary Busey      | de honkbalspeler |

## Achtergrond
Toneelschrijver Terry Johnson nam de nog prille jaren vijftig als uitgangspunt. De jaren van wederopbouw in de VS, maar ook de donkere tijd van de heksenjacht op communisten door senator Joseph McCarthy. De tijd dat de atoombom elk ogenblik uit de lucht kon komen vallen, maar ook de tijd van de films Marilyn Monroe en de honkbalsuccessen van Joe DiMaggio. Theoretisch hadden Albert Einstein, Marilyn Monroe, Joseph McCarthy en Joe DiMaggio elkaar hebben kunnen ontmoeten in een hotelkamer in New York in 1953. Maar dat is niet gebeurd. Althans niet in ons universum in de normale tijd. Maar de film speelt juist rond het thema relativiteit. Volgens Einstein is de lichtsnelheid constant en hij gebruikt dit gegeven om een nieuwe relatie te vinden tussen ruimte en tijd. Zo kwam hij tot de conclusie dat de tijd voor een bepaalde waarnemer langzamer gaat dan voor een andere waarnemer terwijl zij zich op verschillende snelheden ten opzichte van elkaar bewegen. Volgens Einstein is die onderlinge snelheid in werkelijkheid echter relatief. De waarnemer meet niet dat zijn eigen tijd langzamer gaat, evenmin als het andere waarnemer dit zou waarnemen, ze staan beide stil ten opzichte van zichzelf en voor hen verloopt de tijd normaal. Metingen zijn niet meer absoluut, elke waarnemer is volgens Einstein echter gelijkwaardig. Een andere waarnemer kan een andere snelheid meten en toch gelijk hebben. Johnson speelt met dit gegeven door vier objecten in een kamer samen te brengen die wel uit dezelfde tijd komen, maar zich in 1953 anders ten opzichte van elkaar bewogen. De gesprekken die de vier met elkaar hebben zijn dan ook puur symbolisch. Alle vier vertegenwoordigen ze de vier pijlers van de Amerikaanse maatschappij: entertainment (de actrice), wetenschap (de professor), politiek (de senator) en sport (de honkbalspeler). Uit de gesprekken blijkt dat ze hun jeugddroom hebben waargemaakt, maar ook dat ze er niet gelukkig van zijn geworden. De frustratie hierover brengt de senator aan het huilen en de honkbalspeler tot het verscheuren van afbeeldingen van zijn ex-vrouw. De actrice uit het in haar verdriet dat ze geen kinderen kan krijgen. Er is wel seks, maar geen zwangerschap, een onvervulde wens. Maar gezien in de tijd het is allemaal relatief en insignificant. Om dit te benadrukken speelt de meetbare tijd een belangrijke rol . Het horloge van de professor staat stil op 8:19, het tijdstip dat de atoombom op Hiroshima viel. Ook alle andere klokken in de film geven dit tijdstip aan. De professor heeft meegewerkt aan de theorie die aan de voet van de atoombom stond en dat beheerst zijn leven. Net nu hij de relativiteit van de tijd onder woorden brengt, lijkt er een einde aan alles te komen, doordat hij met de bouwstenen van het leven heeft geknoeid. Zijn frustratie vindt zich een weg in de atoomexplosie en wordt vervolgens gekanaliseerd in het terugdraaien van de tijd. Roeg brengt dit alles in beeld via beeldovergangen die gedachtenflitsen symboliseren. Flashbacks, flashforwards en opvallende cameraposities geven de film een chaotische en beklemmende indruk. Hij benadrukt de stereotiepe keuze van de hoofdrolspelers door bijvoorbeeld de film te beginnen met de even iconische scène uit The Seven Year Itch waar de jurk van Marilyn Monroe omhoog waait boven de heteluchtrooster.

## Productie
Nicholas Roeg werkte, zoals gewoonlijk met zijn vaste actrice, Theresa Russell, die in de schoenen van Marilyn Monroe stapt. Ze stond daarbij tegenover de acteur die in 1959 in Some Like It Hot tegenover de echte Monroe stond, Tony Curtis. De acteur was net ontslagen uit de Betty Ford kliniek waar hij werd behandeld voor zijn alcohol- en cocaïneverslaving. In zijn autobiografie uit 1993 schrijft Curtis dat Roeg hem juist vanwege Some Like It Hot voor de film had gevraagd. Het is geen geheim dat Curtis een grote hekel aan Monroe kreeg tijdens de opnamen van Some Like It Hot. Roeg gaf toe dat hij met de keuze van Curtis voor de film de ironie en het toeval wilde benadrukken. Hij wist wat het voor Curtis betekende om na al die jaren weer tegenover Monroe te moeten staan, al was het dan Theresa Russell in vermomming. De film speelt in New York, maar alleen een paar schaarse buitenopnamen zijn in die stad gemaakt. De rest van de opnamen werd gemaakt in Lee Studios in Wembley, Londen in Engeland.

## Muziek
- "Jupiter Variations" (Wolfgang Amadeus Mozart)
- "America" (Stuart Argabright)
- "When Your Heart Runs Out of Time" (Will Jennings)
- "Wild Hearts" (Will Jennings/ Roy Orbison)
- "Life Goes On" (Will Jennings/ Stanley Myers)

## Prijzen
Technical Grand Prize op het Festival van Cannes